# Jaromír Hnilica
Jaromír Hnilica (* 27. března 1976) je český zpěvák, od roku 2012 člen hudební skupiny Argema.
Začínal v hudební skupině Fan Daniel a později přešel ke skupině Sillage, účastnil se také televizní soutěže Hlas Česko Slovenka. Od roku 2020 kromě působení ve skupině Argema pracuje na svém sólovém projektu Yarra ve spolupráci s Danielem Škráškem a Markem Holešovským. Společně vydali jedno album s názvem Yá a několik videoklipů.